# Parafia Niepokalanego Poczęcia Najświętszej Maryi Panny w Gorzowie Wielkopolskim
Parafia Niepokalanego Poczęcia Najświętszej Maryi Panny w Gorzowie Wielkopolskim – rzymskokatolicka parafia, położona w dekanacie Gorzów Wielkopolski – Katedra, diecezji zielonogórsko-gorzowskiej, metropolii szczecińsko-kamieńskiej w Polsce, erygowana 1 lipca 1972.